# Пајн Касл (Флорида)
Пајн Касл (енгл. Pine Castle) насељено је место без административног статуса у америчкој савезној држави Флорида.

## Демографија
По попису из 2010. године број становника је 10.805, што је 2.002 (22,7%) становника више него 2000. године.
| Група             | 2000.         | 2010.         |
| Белци             | 4.128 (46,9%) | 3.198 (29,6%) |
| Афроамериканци    | 1.127 (12,8%) | 1.831 (16,9%) |
| Азијати           | 227 (2,6%)    | 522 (4,8%)    |
| Хиспаноамериканци | 3.134 (35,6%) | 5.252 (48,6%) |
| Укупно            | 8.803         | 10.805        |